# Love Deluxe
Love Deluxe è il quarto album dei Sade pubblicato nel 1992 dalla Epic Records.

## Tracce
1. Sade – No Ordinary Love – 7:20
2. Sade – Feel No Pain – 5:08
3. Sade – I Couldn't Love You More – 3:49
4. Sade – Like a Tattoo – 3:38
5. Sade – Kiss of Life – 5:50
6. Sade – Cherish the Day – 5:34
7. Sade – Pearls – 4:34
8. Sade – Bullet Proof Soul – 5:26
9. Sade – Mermaid – 4:23

## Formazione
- Sade Adu – voce, arrangiamenti
- Andrew Hale – tastiere
- Stuart Matthewman – chitarra, sassofono
- Paul S. Denman – basso